# Anchispirocyclina
Anchispirocyclina es un género de foraminífero bentónico de la subfamilia Amijellinae, de la familia Hauraniidae, de la superfamilia Pfenderinoidea, del suborden Orbitolinina y del orden Loftusiida. Su especie tipo es Anchispirocyclina henbesti. Su rango cronoestratigráfico abarca desde el Kimmeridgiense (Jurásico superior) hasta el Valanginiense inferior (Cretácico inferior).

## Discusión
Clasificaciones previas incluían Anchispirocyclina en la familia Spirocyclinidae de la superfamilia Loftusioidea, así como en el suborden Textulariina del orden Textulariida o en el orden Lituolida.

## Clasificación
Anchispirocyclina incluye a las siguientes especies:
- Anchispirocyclina henbesti †
- Anchispirocyclina lusitanica †
- Anchispirocyclina neumannae †